# غونتر ياكوبي
غونتر ياكوبي (بالألمانية: Günther Jacoby)‏ هو عسكري وأستاذ جامعي وفيلسوف ألماني، ولد في 21 أبريل 1881 في كونيغسبرغ في الإمبراطورية الروسية، وتوفي في 4 يناير 1969 في غرايفسفالد في ألمانيا.